# 1958 Chandra
Chandra (asteroide 1958) é um asteroide da cintura principal com um diâmetro de 34,02 quilómetros, a 2,5743665 UA. Possui uma excentricidade de 0,1695649 e um período orbital de 1 993,63 dias (5,46 anos).
Chandra tem uma velocidade orbital média de 16,91649635 km/s e uma inclinação de 10,56039º.
Este asteroide foi descoberto em 24 de Setembro de 1970 por Carlos Cesco.
O seu nome é uma homenagem ao físico indiano Subrahmanyan Chandrasekhar, que recebeu o Nobel de Física de 1983.